# Krummenhagener See, Borgwallsee und Pütter See
Krummenhagener See, Borgwallsee und Pütter See este o arie protejată (arie specială de conservare — SAC, sit de importanță comunitară — SCI) din Germania întinsă pe o suprafață de 1.576 ha, integral pe uscat.

## Localizare
Centrul sitului Krummenhagener See, Borgwallsee und Pütter See este situat la coordonatele 54°15′53″N 13°00′54″E / 54.2647°N 13.015°E.

## Înființare
Situl Krummenhagener See, Borgwallsee und Pütter See a fost declarat sit de importanță comunitară în decembrie 1999 pentru a proteja 4 specii de animale. Situl a fost protejat și ca arie specială de conservare în august 2016.

## Biodiversitate
Situată în ecoregiunea continentală, aria protejată conține 7 habitate naturale: Ape puternic oligomezotrofe cu vegetație bentonică cu Chara spp., Lacuri eutrofice naturale cu vegetație de tip Magnopotamion sau Hydrocharition, Pajiști cu Molinia pe soluri calcaroase, turboase sau argilos-nămoloase (Molinion caeruleae), Păduri de fag Luzulo-Fagetum, Păduri de fag Asperulo-Fagetum, Păduri de stejar sau de stejar și carpen sub-atlantice și medio-europene de Carpinion betuli, Mlaștini împădurite.
La baza desemnării sitului se află mai multe specii protejate:
- mamifere (1): vidră de râu (Lutra lutra)
- nevertebrate (2): fluturele purpuriu (Lycaena dispar), Vertigo moulinsiana
- pești (1): zvârluga (Cobitis taenia)